# Charles Lazarus
Pour les articles homonymes, voir Lazarus.
Charles Philip Lazarus (4 octobre 1923 - 22 mars 2018) est un entrepreneur, un cadre et un pionnier américain de l'industrie du marché des jouets.
Lazarus fonde la chaîne de vente au détail Toys "R" Us, après avoir fait ses débuts dans un magasin de meubles pour enfants qu'il ouvre à Washington, D.C., en 1948. Il ouvre son premier magasin dédié exclusivement aux jouets, qu'il nomme Toys "R" Us, en 1957.

## Enfance et éducation
Lazarus est né le 4 octobre 1923 dans une famille juive à Washington, D.C.. Ses parents, Frank et Phoebe Lazarus, possèdent et exploitent un magasin de vélos. Il sert comme cryptographe dans l'armée américaine pendant la Seconde Guerre mondiale.

## Carrière
Après la Seconde Guerre mondiale, Lazarus retourne à Washington, D.C., pour entrer dans l'industrie du mobilier pour enfants à la fin des années 1940.
Il est inspiré par sa génération de militaires qui, comme lui, sont revenus de la Seconde Guerre mondiale, se sont mariés et ont commencé à avoir des enfants. Il commence à vendre des berceaux à l'intérieur du magasin de vélos existant de son père. Avec l'aide d'un oncle qui est déjà dans le magasin de meubles, Lazarus a rapidement repris toute la vitrine de la famille. En 1948, il ouvre son premier magasin, Children's Bargain Town, un magasin de meubles pour enfants situé au 2461 18th St. NW dans le quartier Adams Morgan de Washington, D.C. Il s'est principalement concentré sur les poussettes et les lits bébé pendant les premières années d'activité de son magasin.
Bien que Lazarus se soit initialement concentré sur les meubles pour enfants et les poussettes, il  s’intéresse au secteur du jouet en fonction des habitudes et des préférences de ses clients.
Lazare remarque que les parents souhaitent acheter les derniers jouets et animaux en peluche, car leurs enfants perd tout intérêt pour leurs jouets plus anciens au profit de nouveaux. Au cours des années 1950, il explore l'idée d'ouvrir un nouveau magasin dédié aux jouets, plus rentables, plutôt qu'aux meubles pour enfants.
Dans une interview accordée à DSN Retailing Today, Lazarus rappelle que son aventure dans la vente au détail de jouets n'était pas planifiée lorsqu'il ouvre ça et son premier magasin en 1948, déclarant à la publication : « Le commerce du jouet était une sorte d'accident... J'ai commencé par vendre quelques jouets pour bébés et j'ai réalisé que les clients n'achetaient pas un autre berceau ou une autre chaise haute ou parc pour enfants à mesure que leur famille grandissait, mais ils achetaient des jouets pour chaque enfant ».
En 1957, Lazarus ouvre son premier magasin de jouets uniquement dans la ville voisine de Rockville, dans le Maryland. Il nomme le magasin Toys "R" Us. Lazare modifie le nom et le logo en tournant le "R" pour faire face à gauche, pour apparaître comme si un petit enfant l'avait écrit.
Au cours des décennies suivantes, Toys "R" Us, dirigé par Lazarus, s'étend aux zones commerciales suburbaines à travers les États-Unis. Sous Lazarus, la société crée la mascotte du magasin « Geoffrey the Giraffe » et introduit le jingle «I'm a Toys "R" Us kid».
En 1983, il lance la distribution de vêtements pour enfants dans ses enseignes Toys "R" Us, enseigne qui se développe à l'étranger avec des sites au Canada, en Espagne et à Singapour. En 1992, le président des États-Unis George H. W. Bush est apparu avec Lazare à l'ouverture des premiers Toys "R" Us au Japon.
Lazarus démissionne de son poste de directeur général (PDG) de Toys "R" Us en 1994. Il reste président de la société jusqu'en 1998. La même année, Walmart dépasse pour la première fois Toys "R" Us en tant que plus grand détaillant de jouets aux États-Unis.
Il décède en 2018, une semaine après que la société Toys "R" Us ait annoncé la liquidation de ses magasins aux États-Unis.

## Vie personnelle
En août 2013, Lazarus vend sa résidence en duplex au 960 Fifth Avenue à Manhattan au milliardaire Carlos Rodriguez-Pastor pour 21 millions de dollars.
Lazare se marie trois fois. Il a deux filles, Ruth et Diane, avec sa première femme Udyss, divorcée en 1979. Sa deuxième femme, Helen Singer Kaplan est sexothérapeute. Ils  restent mariés jusqu'à la mort d’Helen, le 17 août 1995. Sa troisième femme est la décoratrice d'intérieur Joan Regenbogen.